# Fußball- und Sportverein Zwickau 1995-1996
Questa voce raccoglie le informazioni riguardanti il Fußball- und Sportverein Zwickau nelle competizioni ufficiali della stagione 1995-1996.

## Stagione
Nella stagione 1995-1996 il Zwickau, allenato da Gerd Schädlich, concluse il campionato di 2. Bundesliga al 5º posto. In Coppa di Germania il Zwickau fu eliminato al secondo turno dal Waldhof Mannheim.

## Rosa
| N. |                     | Ruolo | Calciatore         |
| -- | ------------------- | ----- | ------------------ |
|    | Germania (bandiera) | P     | Rainer Hoffmeister |
|    | Lettonia (bandiera) | P     | Oļegs Karavajevs   |
|    | Germania (bandiera) | P     | Ralf Kircheis      |
|    | Germania (bandiera) | D     | André Barylla      |
|    | Germania (bandiera) | D     | Rene Groth         |
|    | Germania (bandiera) | D     | Sven Günther       |
|    | Germania (bandiera) | D     | Lars Hermel        |
|    | Germania (bandiera) | D     | Peter Keller       |
|    | Germania (bandiera) | D     | Hans-Uwe Pilz      |
|    | Germania (bandiera) | D     | Jan Seifert        |
|    | Germania (bandiera) | D     | Udo Tautenhahn     |
|    | Germania (bandiera) | D     | Bernd Tipold       |
|    | Germania (bandiera) | D     | Torsten Viertel    |

| N. |                       | Ruolo | Calciatore       |
| -- | --------------------- | ----- | ---------------- |
|    | Germania (bandiera)   | C     | Rico Glaubitz    |
|    | Germania (bandiera)   | C     | Steffen Kubatzky |
|    | Germania (bandiera)   | C     | Sascha Lense     |
|    | Germania (bandiera)   | C     | Sirko Pohl       |
|    | Germania (bandiera)   | C     | Olaf Schreiber   |
|    | Germania (bandiera)   | C     | Marcus Wieland   |
|    | Slovacchia (bandiera) | A     | Gabriel Bertalan |
|    | Germania (bandiera)   | A     | Jens Heineccius  |
|    | Germania (bandiera)   | A     | Jörg Kirsten     |
|    | Germania (bandiera)   | A     | Thomas Leonhardt |
|    | Croazia (bandiera)    | A     | Boris Lucic      |
|    | Polonia (bandiera)    | A     | Jacek Mencel     |
|    | Germania (bandiera)   | A     | Arnd Spranger    |

## Organigramma societario
Area tecnica
- Allenatore: Gerd Schädlich
- Allenatore in seconda:
- Preparatore dei portieri:
- Preparatori atletici:

## Calciomercato

### Sessione estiva
| Acquisti | Acquisti         | Acquisti         | Acquisti |
| R.       | Nome             | da               | Modalità |
| -------- | ---------------- | ---------------- | -------- |
| C        | Rico Glaubitz    | VfB Wissen       |          |
| P        | Oļegs Karavajevs | Carl Zeiss Jena  |          |
| A        | Jörg Kirsten     | Waldhof Mannheim |          |
| C        | Sascha Lense     | FSV Francoforte  |          |
| A        | Jacek Mencel     | Hansa Rostock    |          |
| D        | Hans-Uwe Pilz    | Dinamo Dresda    |          |

| Cessioni | Cessioni           | Cessioni          | Cessioni |
| R.       | Nome               | a                 | Modalità |
| -------- | ------------------ | ----------------- | -------- |
| C        | Nico Scheller      | Wacker Nordhausen |          |
| A        | Krzysztof Zagórski | Siarka Tarnobrzeg |          |

### Sessione invernale
| Acquisti | Acquisti | Acquisti | Acquisti |
| R.       | Nome     | da       | Modalità |
| -------- | -------- | -------- | -------- |

| Cessioni | Cessioni | Cessioni | Cessioni |
| R.       | Nome     | a        | Modalità |
| -------- | -------- | -------- | -------- |

## Risultati

### 2. Bundesliga

#### Girone di andata
| Arbitro: | Hufgard |

|                              |           |  |
| Raičković 27’ Zimmerling 58’ | Marcatori |  |

| Arbitro: | Fleischer |

|          |           |  |
| Pilz 32’ | Marcatori |  |

| Arbitro: | Kemmling |

|                                                |           |  |
| Maul 13’ Andonov 55’ Voigt 65’ Studtrucker 83’ | Marcatori |  |

| Arbitro: | Weiner |

|                                  |           |  |
| Groth 44’ Kirsten 50’ Mencel 90’ | Marcatori |  |

| Arbitro: | Wack |

|                                   |           |  |
| Wohlert 56’ Marin 67’ Schmidt 70’ | Marcatori |  |

| Arbitro: | Hilmes |

|                        |           |            |
| Mencel 38’ Günther 75’ | Marcatori | 32’ Kracht |

| Arbitro: | Hotop |

|           |           |             |
| Menze 15’ | Marcatori | 58’ Kirsten |

| Arbitro: | Fleske |

|             |           |  |
| Seifert 85’ | Marcatori |  |

| Arbitro: | Dörr |

|                        |           |  |
| Rische 5’ Weichert 74’ | Marcatori |  |

| Arbitro: | Rüdiger |

|                  |           |            |
| Kirsten 33’, 63’ | Marcatori | 80’ Eroglu |

| Arbitro: | Domurat |

|                                      |           |           |
| Pilz 47’ Mencel 59’, 80’ Kirsten 81’ | Marcatori | 6’ Marell |

| Berlino 22 ottobre 1995, ore 15:00 CET 12ª giornata | Hertha Berlino | 0 – 0 referto | Zwickau | Stadio Olimpico (6 000 spett.)\| Arbitro: \| Dehmelt \| |
| Arbitro:                                            | Dehmelt        |               |         |                                                         |

| Arbitro: | Prengel |

|             |           |  |
| Kirsten 68’ | Marcatori |  |

| Arbitro: | Jansen |

|              |           |            |
| Lipinski 19’ | Marcatori | 87’ Tipold |

| Arbitro: | Frey |

|                        |           |  |
| Mencel 37’ Viertel 80’ | Marcatori |  |

| Arbitro: | Werthmann |

|  |           |          |
|  | Marcatori | 31’ Pilz |

| Arbitro: | Friedrichs |

|             |           |                           |
| Kirsten 35’ | Marcatori | 18’ Oberleitner 65’ Reich |

#### Girone di ritorno
| Arbitro: | Friedrichs |

|                        |           |               |
| Kirsten 12’ Tipold 76’ | Marcatori | 32’ Hutwelker |

| Arbitro: | Fandel |

|  |           |            |
|  | Marcatori | 47’ Hermel |

| Arbitro: | Best |

|             |           |                     |
| Kirsten 23’ | Marcatori | 5’, 58’, 65’ Walter |

| Arbitro: | Casper |

|            |           |  |
| Ziemer 29’ | Marcatori |  |

| Arbitro: | Pohlmann |

|             |           |  |
| Kirsten 88’ | Marcatori |  |

| Arbitro: | Zerr |

|                            |           |  |
| Közle 10’, 11’ Peschel 57’ | Marcatori |  |

| Arbitro: | Ertl |

|                         |           |           |
| Seifert 75’ Viertel 81’ | Marcatori | 90’ Dehne |

| Arbitro: | Hauer |

|                                    |           |              |
| Jurgeleit 47’, 52’ Schwerinski 82’ | Marcatori | 90’ Bertalan |

| Arbitro: | Fischer |

|                            |           |              |
| Kirsten 7’, 66’ Tipold 37’ | Marcatori | 16’ Weichert |

| Arbitro: | Wezel |

|                                 |           |             |
| Kobylański 15’, 35’ Reichel 43’ | Marcatori | 77’ Kirsten |

| Arbitro: | Domurat |

|                               |           |  |
| Thoben 6’ Lau 76’ Claaßen 86’ | Marcatori |  |

| Arbitro: | Fleischer |

|                                      |           |              |
| Seifert 20’ Viertel 35’ Spranger 71’ | Marcatori | 60’ Fährmann |

| Arbitro: | Hilmes |

|                           |           |            |
| Kuffour 52’ Wiesinger 71’ | Marcatori | 7’ Günther |

| Zwickau 19 maggio 1996, ore 15:00 CEST 31ª giornata | Zwickau  | 0 – 0 referto | Fortuna Colonia | Westsachsenstadion (6 041 spett.)\| Arbitro: \| Kemmling \| |
| Arbitro:                                            | Kemmling |               |                 |                                                             |

| Arbitro: | Weiner |

|                             |           |             |
| Golombek 24’ Reina 27’, 59’ | Marcatori | 15’ Kirsten |

| Arbitro: | Prengel |

|  |           |             |
|  | Marcatori | 86’ Meißner |

| Arbitro: | Fröhlich |

|                                      |           |                             |
| Gröber 7’, 27’ García 17’ Hartig 58’ | Marcatori | 37’ Leonhardt 80’ Schreiber |

### Coppa di Germania
| Arbitro: | Scheibel |

|  |           |         |
|  | Marcatori | 8’ Pilz |

| Arbitro: | Gettke |

|                              |           |  |
| Hayer 20’ Seifert 45’ (aut.) | Marcatori |  |

## Statistiche

### Statistiche di squadra
| Competizione      | Punti | In casa | In casa | In casa | In casa | In casa | In casa | In trasferta | In trasferta | In trasferta | In trasferta | In trasferta | In trasferta | Totale | Totale | Totale | Totale | Totale | Totale | DR  |
| Competizione      | Punti | G       | V       | N       | P       | Gf      | Gs      | G            | V            | N            | P            | Gf           | Gs           | G      | V      | N      | P      | Gf     | Gs     | DR  |
| ----------------- | ----- | ------- | ------- | ------- | ------- | ------- | ------- | ------------ | ------------ | ------------ | ------------ | ------------ | ------------ | ------ | ------ | ------ | ------ | ------ | ------ | --- |
| 2. Bundesliga     | 49    | 17      | 13      | 1       | 3       | 29      | 13      | 17           | 2            | 3            | 12           | 10           | 35           | 34     | 15     | 4      | 15     | 39     | 48     | -9  |
| Coppa di Germania | -     | 0       | 0       | 0       | 0       | 0       | 0       | 2            | 1            | 0            | 1            | 1            | 2            | 2      | 1      | 0      | 1      | 1      | 2      | -1  |
| Totale            | 49    | 17      | 13      | 1       | 3       | 29      | 13      | 19           | 3            | 3            | 13           | 11           | 37           | 36     | 16     | 4      | 16     | 40     | 50     | -10 |

### Andamento in campionato
| Giornata  | 1  | 2  | 3  | 4  | 5  | 6 | 7  | 8 | 9 | 10 | 11 | 12 | 13 | 14 | 15 | 16 | 17 | 18 | 19 | 20 | 21 | 22 | 23 | 24 | 25 | 26 | 27 | 28 | 29 | 30 | 31 | 32 | 33 | 34 |
| --------- | -- | -- | -- | -- | -- | - | -- | - | - | -- | -- | -- | -- | -- | -- | -- | -- | -- | -- | -- | -- | -- | -- | -- | -- | -- | -- | -- | -- | -- | -- | -- | -- | -- |
| Luogo     | T  | C  | T  | C  | T  | C | T  | C | T | C  | C  | T  | C  | T  | C  | T  | C  | C  | T  | C  | T  | C  | T  | C  | T  | C  | T  | T  | C  | T  | C  | T  | C  | T  |
| Risultato | P  | V  | P  | V  | P  | V | N  | V | P | V  | V  | N  | V  | N  | V  | V  | P  | V  | V  | P  | P  | V  | P  | V  | P  | V  | P  | P  | V  | P  | N  | P  | P  | P  |
| Posizione | 14 | 10 | 12 | 11 | 12 | 9 | 10 | 6 | 8 | 7  | 6  | 6  | 5  | 5  | 5  | 3  | 5  | 4  | 4  | 4  | 4  | 4  | 4  | 4  | 4  | 4  | 4  | 4  | 3  | 4  | 4  | 5  | 5  | 5  |

Legenda:

Luogo: C = Casa; T = Trasferta. Risultato: V = Vittoria; N = Pareggio; P = Sconfitta.

### Statistiche dei giocatori
| Giocatore      | 2. Bundesliga | 2. Bundesliga | 2. Bundesliga | 2. Bundesliga | Coppa di Germania | Coppa di Germania | Coppa di Germania | Coppa di Germania | Totale   | Totale | Totale      | Totale     |
| Giocatore      | Presenze      | Reti          | Ammonizioni   | Espulsioni    | Presenze          | Reti              | Ammonizioni       | Espulsioni        | Presenze | Reti   | Ammonizioni | Espulsioni |
| -------------- | ------------- | ------------- | ------------- | ------------- | ----------------- | ----------------- | ----------------- | ----------------- | -------- | ------ | ----------- | ---------- |
| A. Barylla     | 18            | 0             | 3             | 0             | 0                 | 0                 | 0                 | 0                 | 18       | 0      | 3           | 0          |
| G. Bertalan    | 16            | 1             | 0             | 0             | 2                 | 0                 | 0                 | 0                 | 18       | 1      | 0           | 0          |
| R. Glaubitz    | 10            | 0             | 0             | 0             | 0                 | 0                 | 0                 | 0                 | 10       | 0      | 0           | 0          |
| R. Groth       | 28            | 1             | 6             | 0             | 2                 | 0                 | 0                 | 1                 | 30       | 1      | 6           | 1          |
| S. Günther     | 33            | 2             | 4             | 0             | 2                 | 0                 | 0                 | 0                 | 35       | 2      | 4           | 0          |
| J. Heineccius  | 0             | 0             | 0             | 0             | 0                 | 0                 | 0                 | 0                 | 0        | 0      | 0           | 0          |
| L. Hermel      | 29            | 1             | 2             | 0             | 2                 | 0                 | 0                 | 0                 | 31       | 1      | 2           | 0          |
| R. Hoffmeister | 0             | 0             | 0             | 0             | 0                 | 0                 | 0                 | 0                 | 0        | 0      | 0           | 0          |
| O. Karavajevs  | 31            | 0             | 0             | 0             | 2                 | 0                 | 0                 | 0                 | 33       | 0      | 0           | 0          |
| P. Keller      | 23            | 0             | 2             | 0             | 1                 | 0                 | 0                 | 0                 | 24       | 0      | 2           | 0          |
| R. Kircheis    | 3             | 0             | 0             | 0             | 0                 | 0                 | 0                 | 0                 | 3        | 0      | 0           | 0          |
| J. Kirsten     | 33            | 14            | 3             | 0             | 2                 | 0                 | 0                 | 0                 | 35       | 14     | 3           | 0          |
| S. Kubatzky    | 9             | 0             | 1             | 1             | 2                 | 0                 | 0                 | 0                 | 11       | 0      | 1           | 1          |
| S. Lense       | 10            | 0             | 1             | 0             | 0                 | 0                 | 0                 | 0                 | 10       | 0      | 1           | 0          |
| T. Leonhardt   | 14            | 1             | 1             | 0             | 1                 | 0                 | 0                 | 0                 | 15       | 1      | 1           | 0          |
| B. Lucic       | 0             | 0             | 0             | 0             | 0                 | 0                 | 0                 | 0                 | 0        | 0      | 0           | 0          |
| J. Mencel      | 22            | 5             | 3             | 0             | 1                 | 0                 | 0                 | 0                 | 23       | 5      | 3           | 0          |
| H. Pilz        | 14            | 3             | 3             | 0             | 2                 | 1                 | 1                 | 0                 | 16       | 4      | 4           | 0          |
| S. Pohl        | 11            | 0             | 2             | 0             | 0                 | 0                 | 0                 | 0                 | 11       | 0      | 2           | 0          |
| O. Schreiber   | 24            | 1             | 7             | 0             | 2                 | 0                 | 1                 | 0                 | 26       | 1      | 8           | 0          |
| J. Seifert     | 32            | 3             | 5             | 0             | 2                 | 0                 | 0                 | 0                 | 34       | 3      | 5           | 0          |
| A. Spranger    | 25            | 1             | 4             | 0             | 0                 | 0                 | 0                 | 0                 | 25       | 1      | 4           | 0          |
| U. Tautenhahn  | 23            | 0             | 6             | 0             | 1                 | 0                 | 1                 | 0                 | 24       | 0      | 7           | 0          |
| B. Tipold      | 28            | 3             | 3             | 2             | 1                 | 0                 | 0                 | 0                 | 29       | 3      | 3           | 2          |
| T. Viertel     | 26            | 3             | 8             | 1             | 2                 | 0                 | 0                 | 0                 | 28       | 3      | 8           | 1          |
| M. Wieland     | 5             | 0             | 1             | 0             | 0                 | 0                 | 0                 | 0                 | 5        | 0      | 1           | 0          |